# Польське товариство «Просвіта» в Мінську
Польське товариство «Просвіта» в Мíнську, Товариство «Просвіта», або «Просвіта» (пол. Polskie Towarzystwo «Oświata» w Mińsku) — громадська організація, яка була заснована 1905 року і діяла в Мінську та на території Мінської губернії Російської імперії. До 1907 року товариство діяло в конспірації, в 1907—1909 — легально, пізніше — знову в конспірації (ймовірно, аж до 1917).
Визначальна роль у створенні та фінансуванні товариства належала членам найвпливовішої наприкінці XIX — на початку XX століття громадської організації Мінської губернії — Мінському товариству сільського господарства (МТСГ), яке згрупувало в своїх рядах, головним чином, представників корінного католицького і польськомовного дворянства губернії, що називали себе одночасно і «литовцями» (або польською — «литвинами»), і «поляками», вважаючи себе прямими нащадками шляхти Великого Князівства Литовського. У діяльності та розвитку товариства значну роль відіграли і жінки, які були близькими родичками членів МТСГ.
Завданням «Просвіти» було виховання мешканців Мінської губернії (особливо дітей) в дусі «польськості», щоб протистояти зросійщенню краю, — головним чином через організацію та підтримку приватної польськомовної та релігійної (католицької) освіти. Товариство ухилялося від політизації своєї діяльності, офіційно декларуючи лише просвітницько-культурні цілі, але саме поширення польської мови і підтримка католицизму викликали негативну реакцію і переслідування з боку офіційної російської влади, оскільки входили в суперечність з неофіційною (після прийняття 1905 року законів про віротерпимість і свободу друку рідною мовою) політикою уряду щодо зросійщення Західного краю Російської імперії. Це стало головним приводом самоскасування товариства в 1909 році й переходу його на нелегальні умови роботи.

## Обставини створення

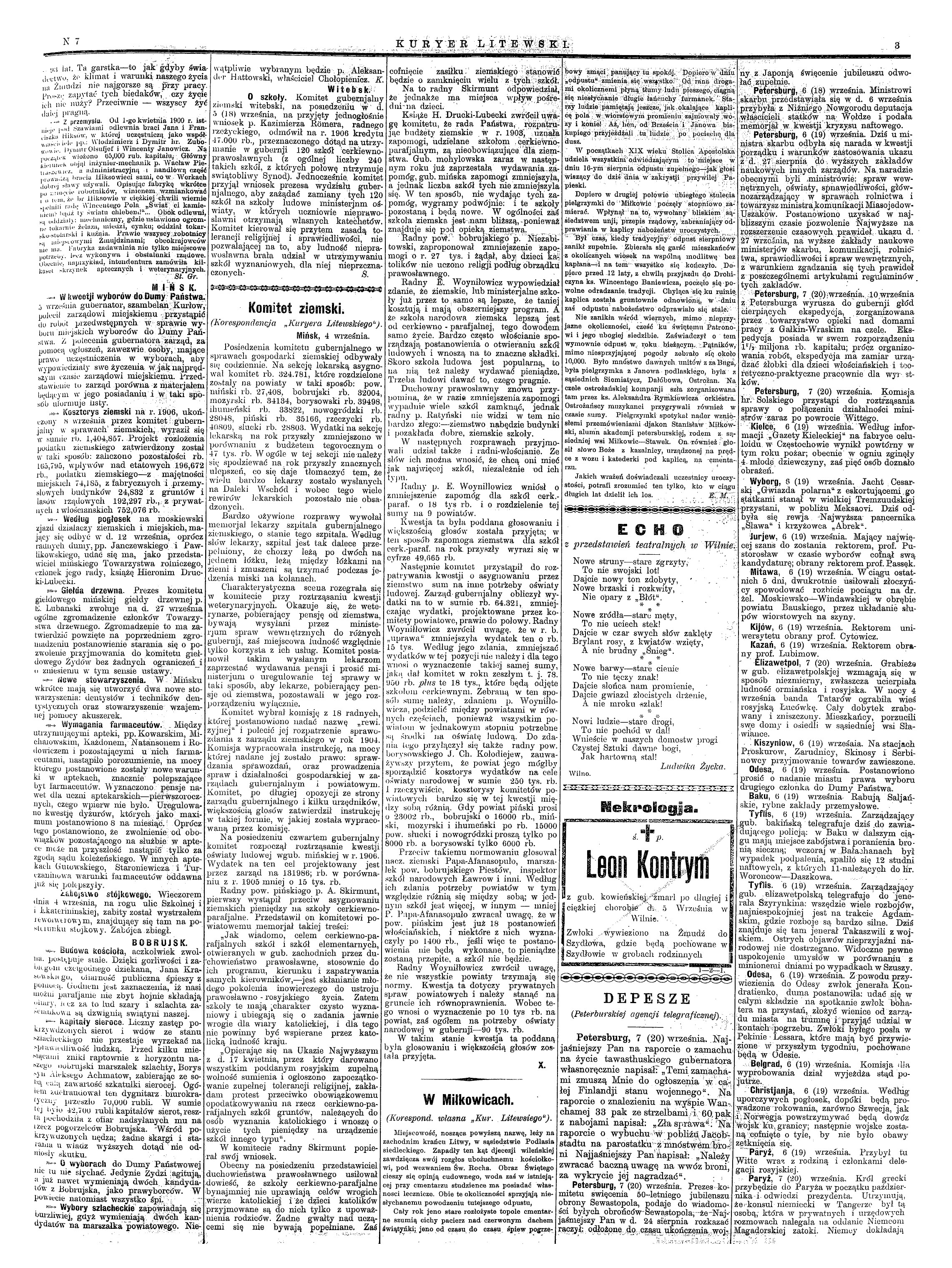
Стаття «Земський комітет» про хід організації освіти в Мінській губернії, газета «Kurier Litewski» (№7, 1905 р.)

Після придушення повстання 1863-1864 років російська влада почала активну політику русифікації північно-західних губерній — як російськомовного селянства, так і місцевого польськомовного і католицького дворянства, оголосивши заборону викладати і застосовувати польську мову у сфері освіти та в публічних установах, а також ввівши жорсткі обмеження щодо католицької церкви. Головну роль у масовій русифікації відводили школі, особливо церковно-парафіяльній — для селян. Центрами опору русифікації і оправославленню стали католицькі костьоли й шляхетські двори, при яких почали створювати нелегальні польськомовні школи й релігійні курси (католицизму), особливо активно від 1880-х років. Лише Революція 1905—1907 ввела свободу віросповідання та використання національних мов.
Найвпливовішою громадською організацією Мінської губернії напередодні революції, де місцеве католицьке дворянство мало перевагу і визначальний вплив, було Мінське товариство сільського господарства, яке об'єднувало місцевих середньозаможних і заможних землевласників і було організацією господарського характеру, але діяльність товариства вже давно охоплювала набагато ширший спектр інтересів - товариство мало свої власні або тісно з ним пов'язані потужні фінансові, торговельні, гуманітарні (благодійні) і навіть наукові установи. Лідери МТСГ активно співпрацювали з губернською владою і певним чином впливали на неї. Поза сферою легального впливу МТСГ в губернії перебувала сфера польськомовної освіти й релігійної рівноправності. З введенням ліберальних свобод лідери МТСГ (Едвард Войнілович, Олександр Скірмунт, князь Ієронім Друцький-Любецький та ін). почали активно виступати за скасування всіх обмежень щодо католиків і польськомовного навчання. Так, 4 вересня 1905 року в Мінську на засіданні губернського комітету у справах господарства гласний Олександр Скірмунт (1830-1909) виступив проти фінансування православних церковно-парафіяльних шкіл за рахунок земських зборів з громадян усіх віросповідань; гласний князь Ієронім Друцький-Любецький (1861-1919) звернув увагу, що Державна Рада Російської імперії передбачила в бюджеті 1903 року необов'язковість фінансування церковно-парафіяльних шкіл з асигнувань земських зборів; а гласний Едвард Войнілович (1847-1928), віце-голова (1888-1907) МТСГ, висловив думку, що земські школи або школи міністерства освіти кращі за церковно-парафіяльні, адже дешевші й мають ширшу програму. Дотримання обмежень і загроза зросійщення підштовхувала лідерів МТСГ до заснування власної скоординованої системи таємного навчання, щоб наглядати за відокремленими досі нелегальними школами при церквах і маєтках.
Російська влада від 1904 року ухвалила рішення про можливість викладання в Західному краї польської мови як факультативного предмета в школі (за додаткову плату), однак на практиці викладання польської мови та основ католицизму польською серед молоді, зустрічалися з неприхованою протидією офіційної влади. Наприклад, в Мінську від 1907 року була лише одна чоловіча реальна школа, де викладали польську мову, що не задовольняло потреби охочих. Крім того, в державних школах історію викладали з точки зору офіційної ідеології «західнорусизму», яка стверджувала, що Північно-Західний край є «воістину російським», «відхиленим від Польщі» (Речі Посполитої), православне населення (в тому числі дворяни) вважалося «рускім народом», єдиним у трьох областях (великоросами, малоросами і білоросами), а католиків краю відносила до «поляків». Через це російська влада не дозволяла відкривати білоруськомовні й україномовні школи, а мовою навчання в державних школах для білорусів і українців проголошували й пропонували лише російську мову (великоруську). Російська влада (з ініціативи православного духовенства) навіть робила кроки ввести російську мову в додаткове богослужіння в католицьких костелах, якщо в парафії були білоруси-католики, що громадськість розцінювала як черговий прикритий намір мовної русифікації білорусів.

## Заснування
1905 року члени МТСГ прийняли рішення організувати нелегальне Польське товариство «Просвіта» в Мінську, що було доручено почати Мечиславові Паровському, впливовому членові МТСГ та близькому другові Едварда Войниловича, а також Михалині Ленській (1882-1940), яка була близькою родичкою Михайла Ленського — члена Ради МТСГ. Головним завданням товариства була координація польськомовного таємного навчання, яке, згідно з рапортами царської поліції — в Мінській губернії було досить поширеним до того часу.

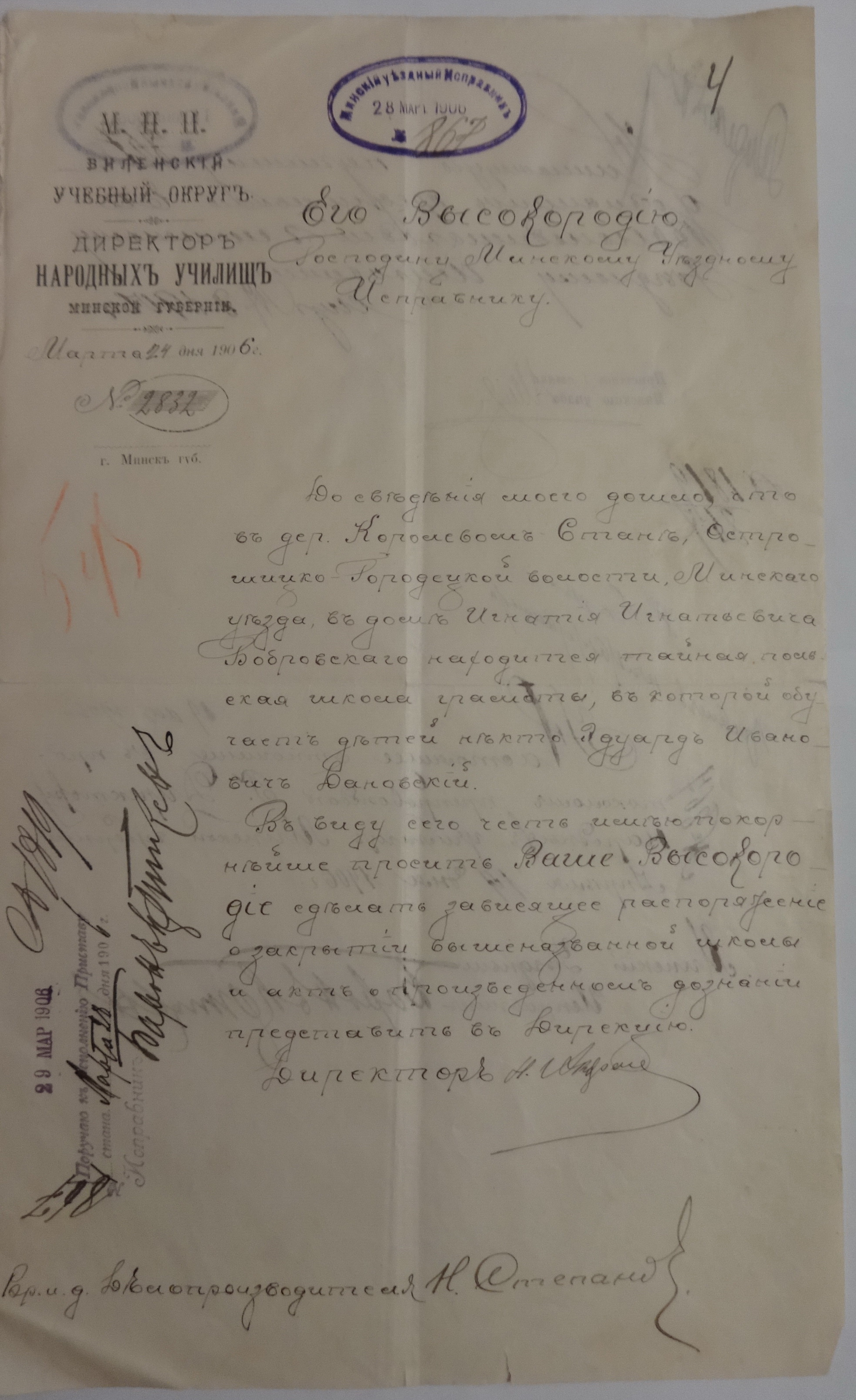
Повідомлення директора народних училищ Мінської губернії до мінського повітового справника про необхідність закриття таємної польської школи грамотності в селі Корольов Стан (Мінський повіт), 24 березня 1906 року. (лицьовий бік)
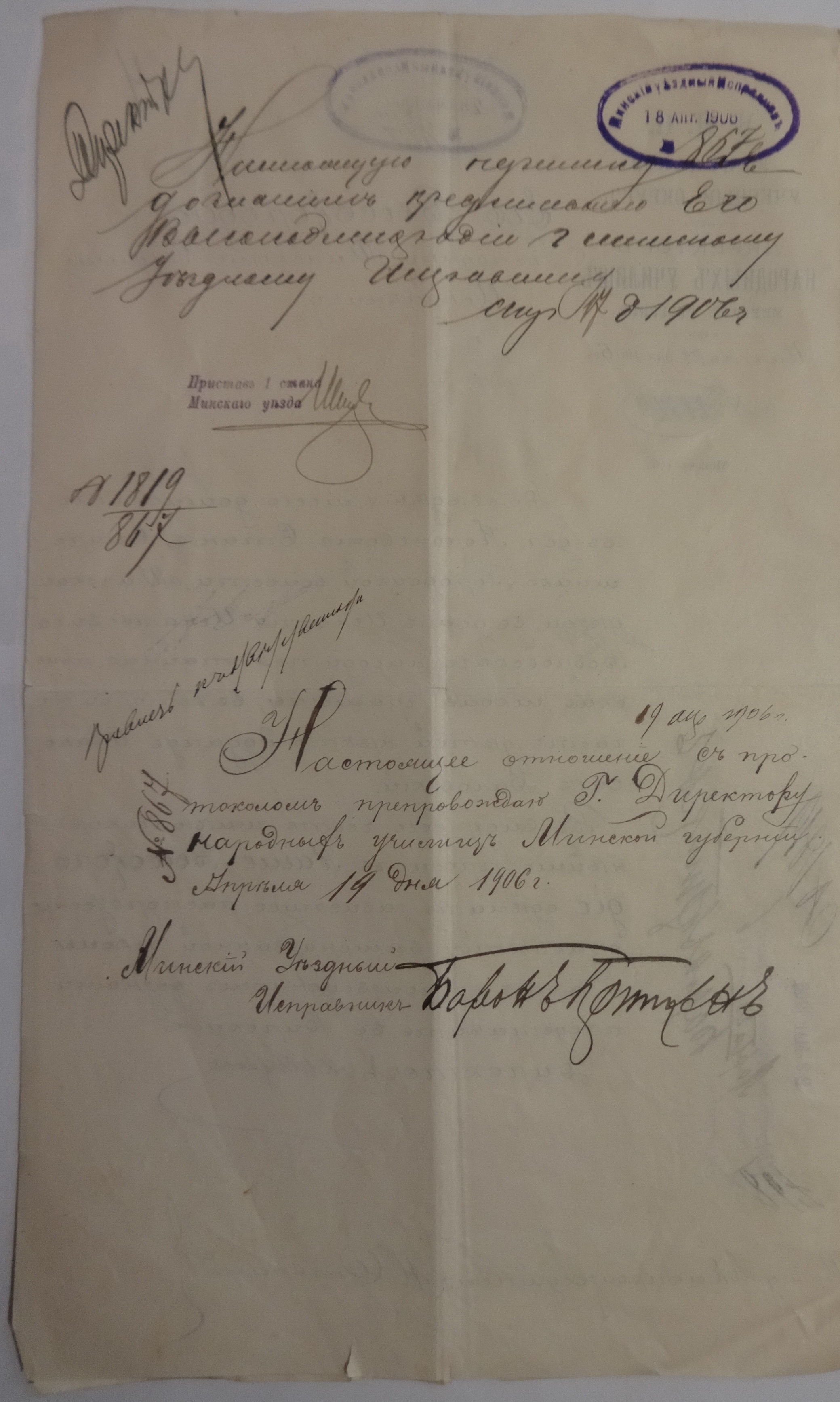
Повідомлення директора народних училищ Мінської губернії до мінського повітового справника про необхідність закриття таємної польської школи грамотності в селі Корольов Стан (Мінський повіт), 24 березня 1906 року. (зворотний бік)
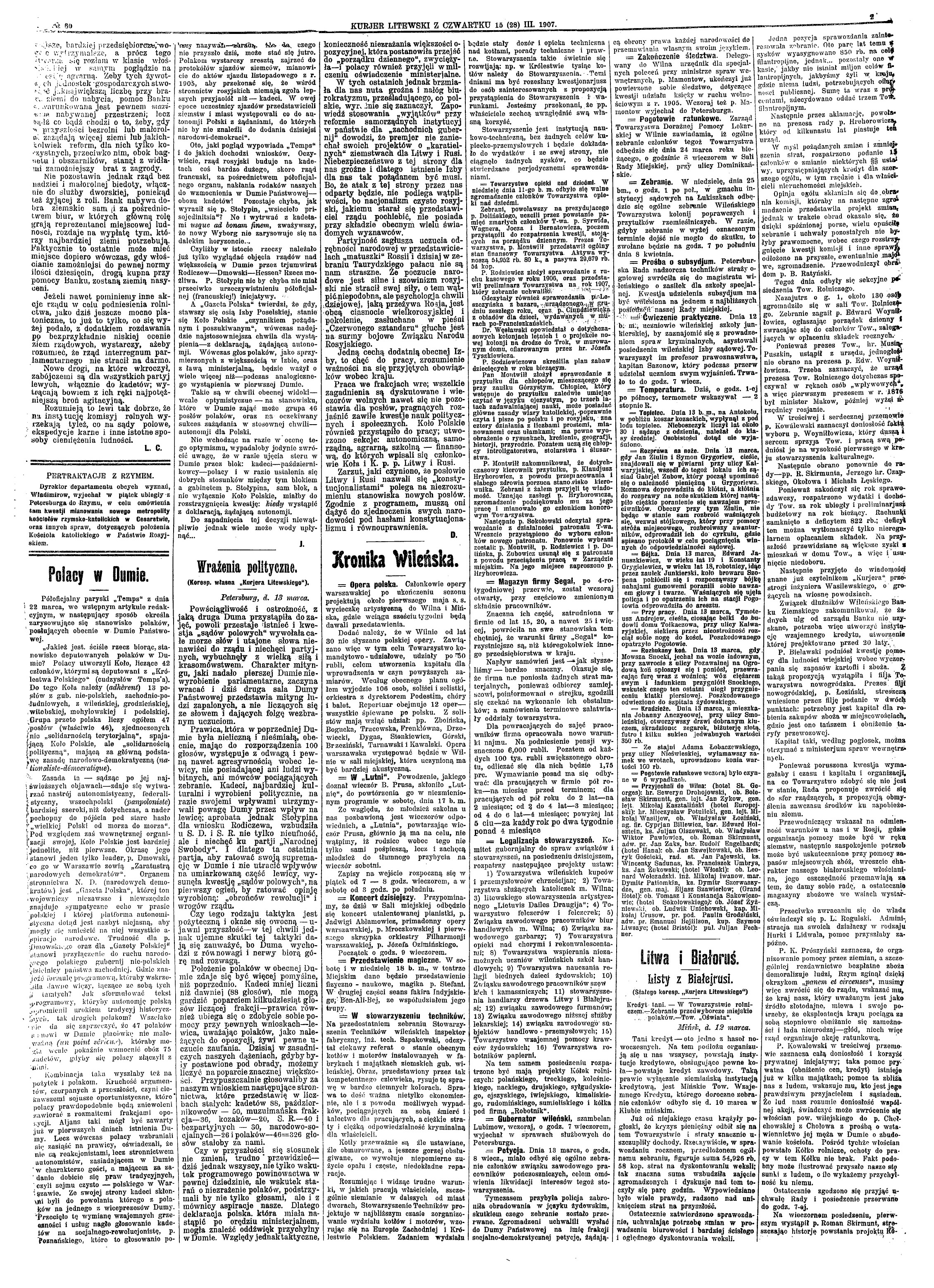
Повідомлення про збори МТСГ і обрання Едварда Войниловича на посаду його голови в газеті «Kurier Litewski» (№60, 1907 р., сторінка 2)
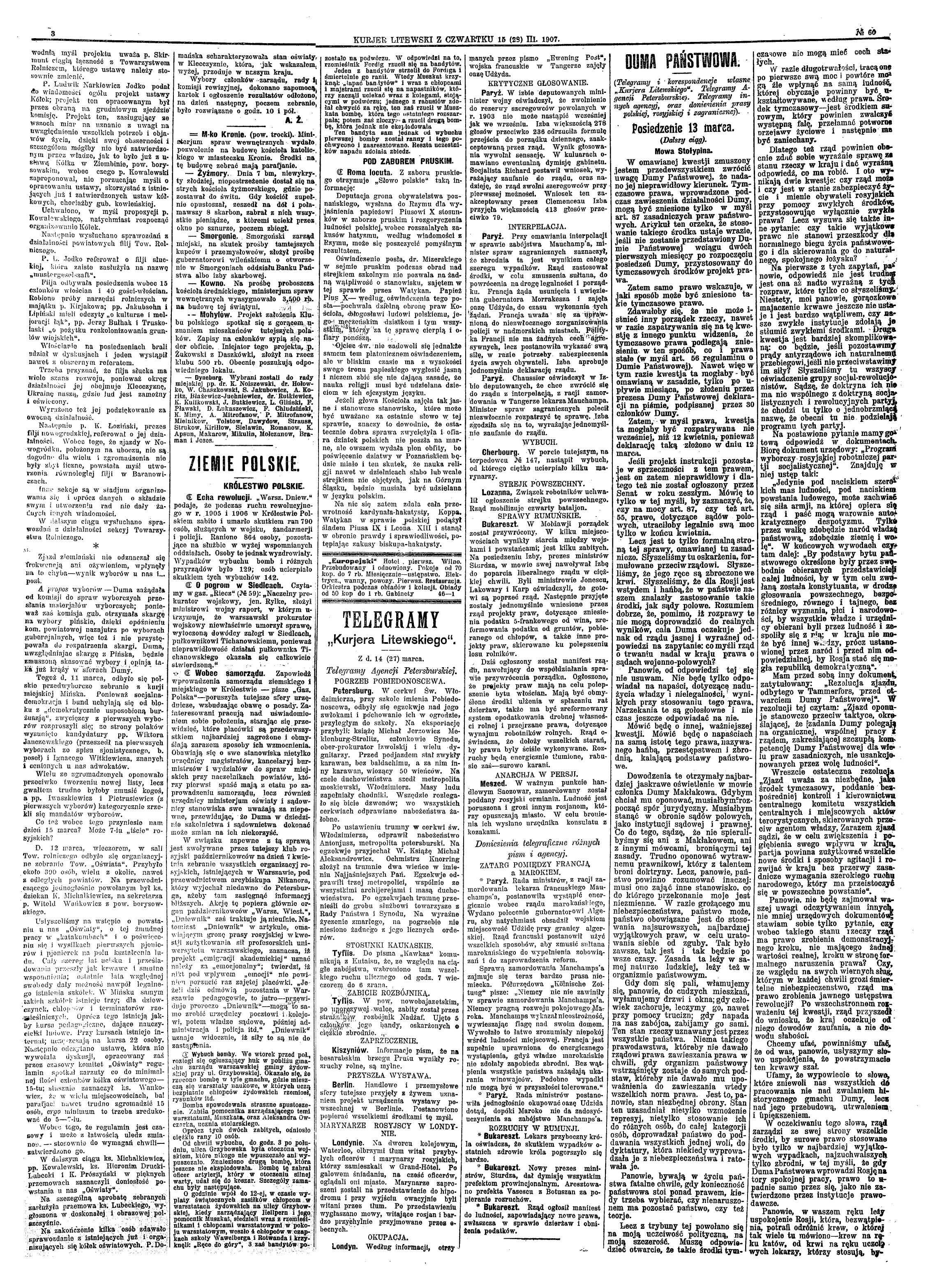
Повідомлення про збори МТСГ і заснування товариства «Просвіта» в Мінську в газеті «Kurier Litewski» (№60, 1907 р., сторінка 3)

Після видання в березні 1906 року російським урядом більш ліберального положення про товариства і спілки, члени МТСГ вирішили почати відкриту діяльність у галузі польськомовної та релігійної (католицької) освіти, що, на їх погляд, могло принести більше плодів. Таким чином, 11 січня 1907 року російська влада офіційно зареєструвала Польське товариство «Просвіта» в Мінську. 12 березня 1907 року в Мінську відбулися збори МТСГ (близько 130 осіб), на яких Едварда Войніловича одноголосно обрали з посади віце-голови на посаду голови МТСГ, а також вирішували питання діяльності МТСГ. А після перерви, ввечері, в залі Мінського товариства сільського господарства відбулисяся установчі збори (близько 300 осіб), де були присутні члени МТСГ та інші особи, в тому числі жінки (Едвард Войнілович, Роман Скірмунт, князь Ієронім Друцький-Любецький, граф Єжи Чапський, граф Костянтин Пушинський, Міхал Ленський, Ігнат Віткевич, Вітольд Ванькович, ксьондз Казимир Міхалкевич та ін.). Очолював збори Мечислав Паровський. На зборах прийняли статут організації і обрали головне керівництво: голова — ксьондз Казимир Михалкевич; заступник голови — лікар Ян Офенберг (1867-1953); скарбник — адвокат Зигмунт Венцлавович, впливовий член МТСГ — директор Товариства взаємного сільськогосподарського страхування; секретар — лікар Чеслав Грабовецький; члени ради: Ядвіга Костровицька — рідна сестра голови МТСГ Едварда Войніловича; Михалина Ленська; Едмунд Івашкевич — впливовий член МТСГ; К. Гловацька; Ст. Лапа; Ванда Абрампальська; Т. Павликовська; Станіслав Корзан, Лев Красовський; Заневська; Вендорф; ксьондз Казимир Букраба; ксьондз Адам Лісовський. Від 25 березня 1907 року до складу Наглядової ради товариства входив Роман Скірмунт (1868-1939), віце-голова (1907-1917) Мінського товариства сільського господарства.
У складі керівництва товариства було багато жінок, адже чоловіки були зайняті роботою в маєтках, МТСГ і політичною діяльністю. Крім того, головні лідери МТСГ (в першу чергу — Едвард Войнілович) були зайняті реалізацією ідей ліберально-консервативного напряму «крайовості» (автономія свого краю в складі Російської імперії, скасування станових відмінностей, правова рівність народів, мов, культур, конфесій та ін) в парламентських інституціях Російської імперії, розуміючи, що без усунення правової дискримінації і зняття різноманітних обмежень стосовно різних категорій населення литовсько-білоруських губерній важко зберегти традиційне культурне та конфесійне обличчя свого краю.
Після того, як у жовтні 1907 року ксьондз Казимир Михалкевич покинув Мінськ, поїхавши до Вільнюса, на цю посаду російська влада призначила князя Ієроніма Друцького-Любецького (члена Ради МТСГ), який займав пост до 1908 року, після чого посада голови «Просвіти» залишалася вакантною до офіційної ліквідації товариства. Обов'язки голови в 1908—1909 роках виконував тодішній заступник голови Мечислав Паровський.

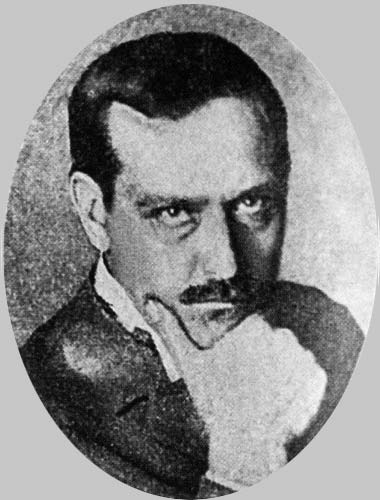
Роман Олександрович Скірмунт (1868-1939)
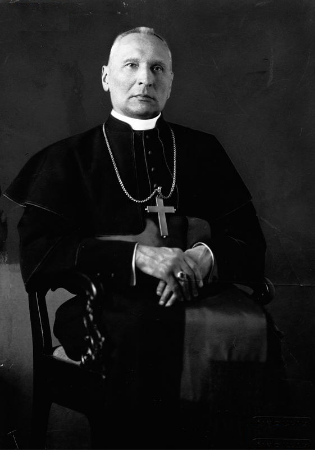
ксьондз Казимир Михалкевич
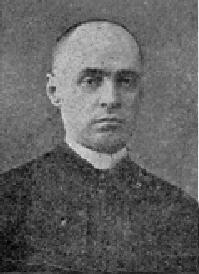
ксьондз Адам Лісовський
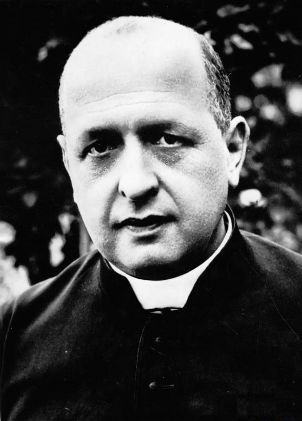
ксьондз Казимир Букраба

## Програма
Метою товариства було «підняття рівня розумового та морального розвитку всіх верств польського суспільства, головним же чином — поширення серед поляків освіти рідною мовою». Крім того, однією з головних цілей було протистояти примусовому зросійщенню («змаскавічэнню») через підтримку польської мови, культури колишньої Речі Посполитої і католицької віри, а також виховання дітей в дусі польського патріотизму» для реалізації «польської ідеї». Професор Маріан Здзеховський (1861-1938), уродженець батьківського маєтку Раків, відомий вчений і майбутній ректор (1925-1927) Вільнюського університету, у своєму рефераті «Польська ідея на околицях», який він читав 1923 року у Вільнюсі в часи Другої Речі Посполитої, говорив, що «польська ідея» в литовсько-білоруських губерніях Російської імперії — колишніх землях Великого Князівства Литовського — була ідеєю відродження колишньої федеративної Речі Посполитої (союзу Королівства Польського і Великого Князівства Литовського), в межах до першого поділу (1772). А створення Другої Речі Посполитої не як федеративної, а як унітарної держави Здзеховський вважав образою: «Різноманітний етнічно наш край є частиною історичної Литви, і нас — людей мого покоління — виховували як литовців, звичайно, в тому значенні, в якому був їм Міцкевич, коли говорив "Литва, моя вітчизна". У дитинстві мене вчили, разом з історією Польщі, також і історії Литви. Завдяки цьому я вважав національними героями не лише тих, хто будував Польщу, але й тих, хто прагнув відірвати Литву від Польщі — великого князя Вітовта. Але хто ж тоді замислювався над цією непослідовністю? І якщо б мене сьогодні запитали, ким я себе відчуваю в глибині душі, відповів би, що відчуваю себе громадянином Великого Князівства Литовського, нерозривною унією пов'язаного з Польщею. Коли я бачу прапор з Орлом, але без Погоні, який розвивається тут з висоти Замкової гори, то сприймаю це як завдану мені образу».
Мечислав Паровський, підбиваючи підсумки 12-річної діяльності товариства і віддаючи належне роботі в ній жінок, підкреслив, що створенням «Просвіти» хотіли підтримати «безсмертний польський дух, який на східних рубежах Великої Речі Посполитої захищав її кордони перед московської жадібністю і сіяв зерна західної культури».

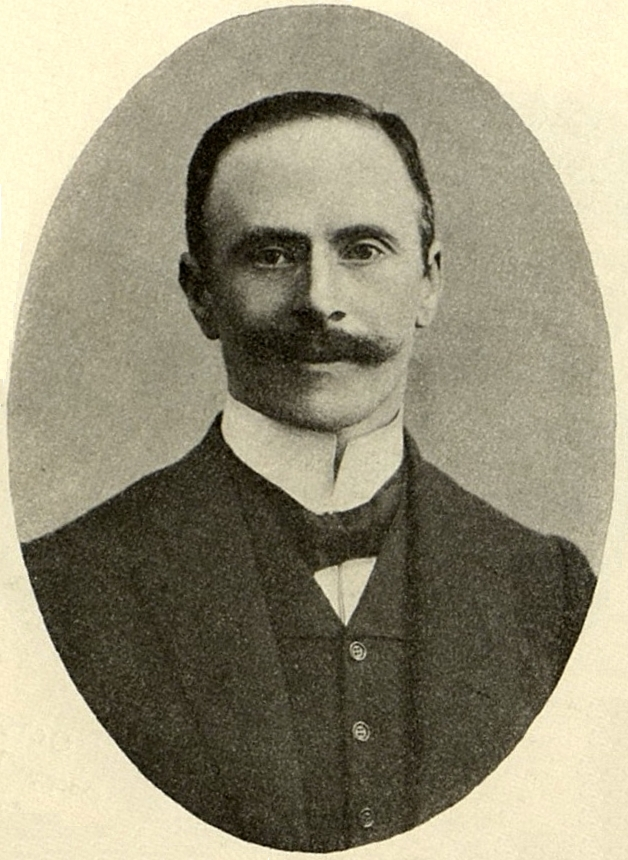
князь Ієронім Едвінович Друцький-Любецький (1861-1919)

«Польськість» в діяльності товариства розуміли як підтримку польської мови, культури колишньої Речі Посполитої і католицизму, а свідомість залишалася тією, яка була раніше, адже лідери МТСГ та інші дворяни Мінської губернії, за рахунок яких і йшло головне фінансування організації, визначали себе і як «литовці» (або польською мовою «литвини»), і як «поляки». Самовизначення «литовці» («литвини») виходило від того, що корінні дворяни (заможні власники маєтків; збіднілі, що стали міською інтелігенцією; або декласовані у категорію селян або «засцянкоўцаў») були прямими нащадками шляхти ВКЛ і вважали себе наступниками історії і традицій ВКЛ, а самовизначення «поляки» пов'язували з належністю до історії всієї Польщі» — колишньої федеративної Речі Посполитої. Польське товариство «Просвіта» в Мінську діяло інтенсивно саме в 1905—1909 роках, коли був самий апогей домінування ліберально-консервативної течії «крайовості», що була багато в чому продовженням так званого «литовського сепаратизму» в Речі Посполитій (коли шляхта ВКЛ чинила опір усіляким спробам розірвати унію ВКЛ і королівства Польського і перетворити річ Посполиту з польсько-литовської федерації в унітарну і польську державу), а також спробою протистояти перетворенню свого краю на звичайну окраїну Росії чи Польщі в той час.
Наприклад, голова Польського товариства «Просвіта» в Мінську князь Ієронім Друцький-Любецький (1861-1919) був плідним творцем театральних п'єс (особливо патріотичного характеру), серед яких найбільшу популярність в литовсько-білоруських губерніях дістала драма «Так вмирали литовці», яку Гелена Ромер-Ахенковська так оцінила: «складною була драма князя І. Друцького-Любецького, поставлена кілька разів завдяки своєму змістові (здобуття фортеці й смерть на багатті незалежних литовців), але не мала художньої цінності». Самовизначення «білоруси» було непопулярним серед багатьох корінних католицьких дворян Білорусі, що означало б факт зросійщення, адже в Російській імперії «білоруси» (головним чином, селянське православне населення краю) згідно з офіційною російською ідеологією і наукою вважалися складовою частиною «руського народу», єдиного в трьох областях («Великоросії», «Білорусії» та «Малоросії»).
Для досягнення освітніх і виховних цілей планувалося засновувати і утримувати інтернати, школи різних типів, читальні, бібліотеки, курси ліквідації неписьменності дорослих; видавати підручники та періодику польською мовою, представляти молоді стипендії для здобуття освіти; обробляти дані про стан та потреби шкільної системи. На практиці план створення польськомовних шкіл не реалізувався, оскільки для відкриття кожної школи був потрібен новий дозвіл російської влади. За весь період легальної діяльності товариства влада не дала жодного дозволу відкрити польськомовну школу на території Мінської губернії і на інших землях колишньої Речі Посполитої на схід від Мінська.

## Польськомовне і католицьке населення Мінської губернії
Під час Першого загального перепису населення Російської імперії (1897)
не проводили опитування населення про етнічну приналежність особи (або, як казали в ті часи російською — «народности»), а тільки про рідну (стару) мову і віросповідання. Точність результатів перепису ставлять під сумнів, але іншої всеохопної статистичної інформації немає. Так, перепис показав, що в Мінській губернії польську мову вказали рідною 64 617 осіб (3% від усього населення області), а в Мінську — 10 369 осіб (11,4% від усього населення міста). До римо-католицької конфесії в Мінській губернії належало 217 959 осіб (10,14% від усього населення області).
Через бойові дії під час Першої світової війни, черговий перепис населення Мінщини відбувся лише 1919 року. Його провело Цивільне управління східних земель (тимчасова польська цивільна адміністрація на литовсько-білоруських землях, які не увійшли до складу Польщі, а були зайняті у 1919—1920 роках польським військом). Цей перепис показав, що на території Мінського округу кількість поляків становила 159 706 осіб (14,6% від усього населення округу), а в Мінську — 18 713 осіб (18,3% від усього населення міста). Польська адміністрація критерієм приналежності до поляків обрала католицьке віросповідання.

## Структура і діяльність

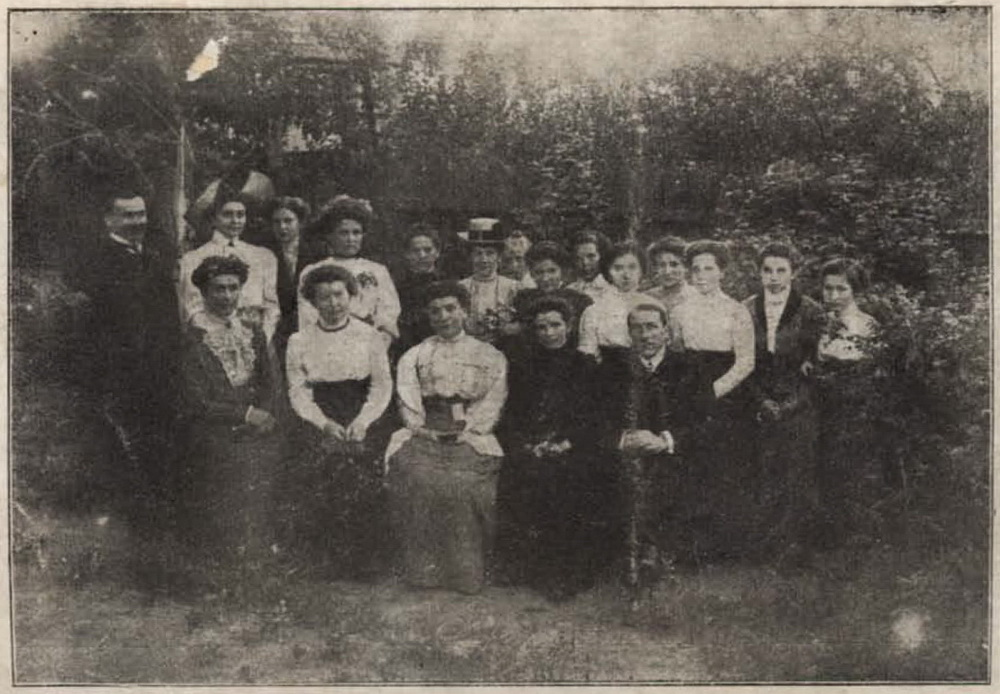
Члени ради та вчительки Польського товариства «Просвіта» в Мінську, фото 1907-1908 рр.

Відповідно до статуту, діяльність товариства поширювалася на Мінськ і всю Мінську губернію. Товариство мало головну садибу в Мінську і п'ять філій (відділень) у Мінській губернії: Мозирі, Пінську (керував філією Єжи Осмоловський, Узді, Новогрудку і Ракові (керував філією Казимир Здзяховський). Прохання про відкриття додаткових відділень Польського товариства «Просвіта» в інших містах зустрічали відмови місцевих повітових керівників, яким з Мінська губернська адміністрація висилала циркуляри «неухильно відмовляти в реєстрації чужорідних товариств». Багато структурних підрозділів товариства (початкове навчання, учительська семінарія, дитячі табори, лекторій, бібліотека) виникли таємно ще 1905 року.
Товариство поділялося на секції, які займалися різними галузями діяльності: початкове навчання, освіта неписьменних дорослих, учительська семінарія, дитячі табори, лекторій, бібліотека, читальня, фінансування освіти.
- Секція початкового навчання — займалася навчанням дітей на таємних заняттях. Діяльність була нелегальною. Навчання дітей мало скоординований характер і відбувалося на основі однакової дидактичної програми. З урахуванням умов конспірації, її точний масштаб невідомий. За словами Мечислава Паровського, тільки в Мінську одночасно навчалася в 32 групах близько 500 дітей, а загалом у 1909 році (на момент офіційного закриття товариства) кількість дітей, які навчалися в школах, налічувала 7-8 тисяч. Секцією керували одні жінки — Станіслава Сільвестрович, Фелінська, Страневич і Бобровська. Головну увагу приділяли польській мові та релігії, але викладали й інші предмети. На початковому етапі існування товариства ця робота була не дуже інтенсивною й російська влада їй перешкоджала. 1911 року, в умовах зростання ефективності діяльності поліції, кількість учнів зменшилася, наприклад у Мінську приблизно до 400[35].
- Секція освіти неписьменних дорослих — навчала ввечері неписьменних дорослих читання та письма. У Мінську в ній навчалися 180 осіб, переважно ремісники, які ще й долучалися до громадської роботи в товаристві. Секцією керували жінки — Черневська, Легатович, Дубровська, а також Славинський і доктор Чеслав Грабовецький[36].
- Секція учительської семінарії — займалася підготовкою вчительок на швидких мовних курсах до роботи в польськомовних школах. Від початку до кінця існування вона діяла нелегально. Керували нею Михалина Ленська і Ганна Чакатовська. Спочатку це були відкриті у грудні 1905 року шестимісячні курси для «народних учительок». Незабаром вони отримали підтримку з боку товариства і поступово перетворилися в учительську семінарію. У семінарії було два відділення: вище, закінчення якого давало звання «народної вчительки»; і нижче, випускниці якого отримували назву «людовка» («селяниця»). Ця діяльність мала велике значення, тому що розширення просвітницької роботи призвело до зростання попиту на «народних учительок». Відчувався брак кандидатів з відповідною кваліфікацією, особливо щодо хорошого знання польської мови. На вчительських курсах викладали польську мову і літературу, історію "Польщі" (тобто Речі Посполитої), католицьку релігію, а також природознавство, арифметику, співи, дитячі ігри, педагогіку і методику. Викладали також білоруську і російську мови. Учні знайомилися також з новинками білоруськомовних книг[37]. Мінський шляхтич і мемуарист Міхал Криспін Павліковський[pl] написав у своїх мемуарах про ставлення шляхти Білорусі до білоруської мови наприкінці XIX — на початку XX ст.: «Шляхта, зазвичай, була прихильна до білорущини. З селянами розмовляли білоруською. Правильне і бігле білоруське мовлення було ніби своєрідним стилем. Заохочення білоруської мови, фольклору та звичаїв і турботу про них вважали єдиним плідним, і притому легальним способом боротьби зі зросійщенням»[38].

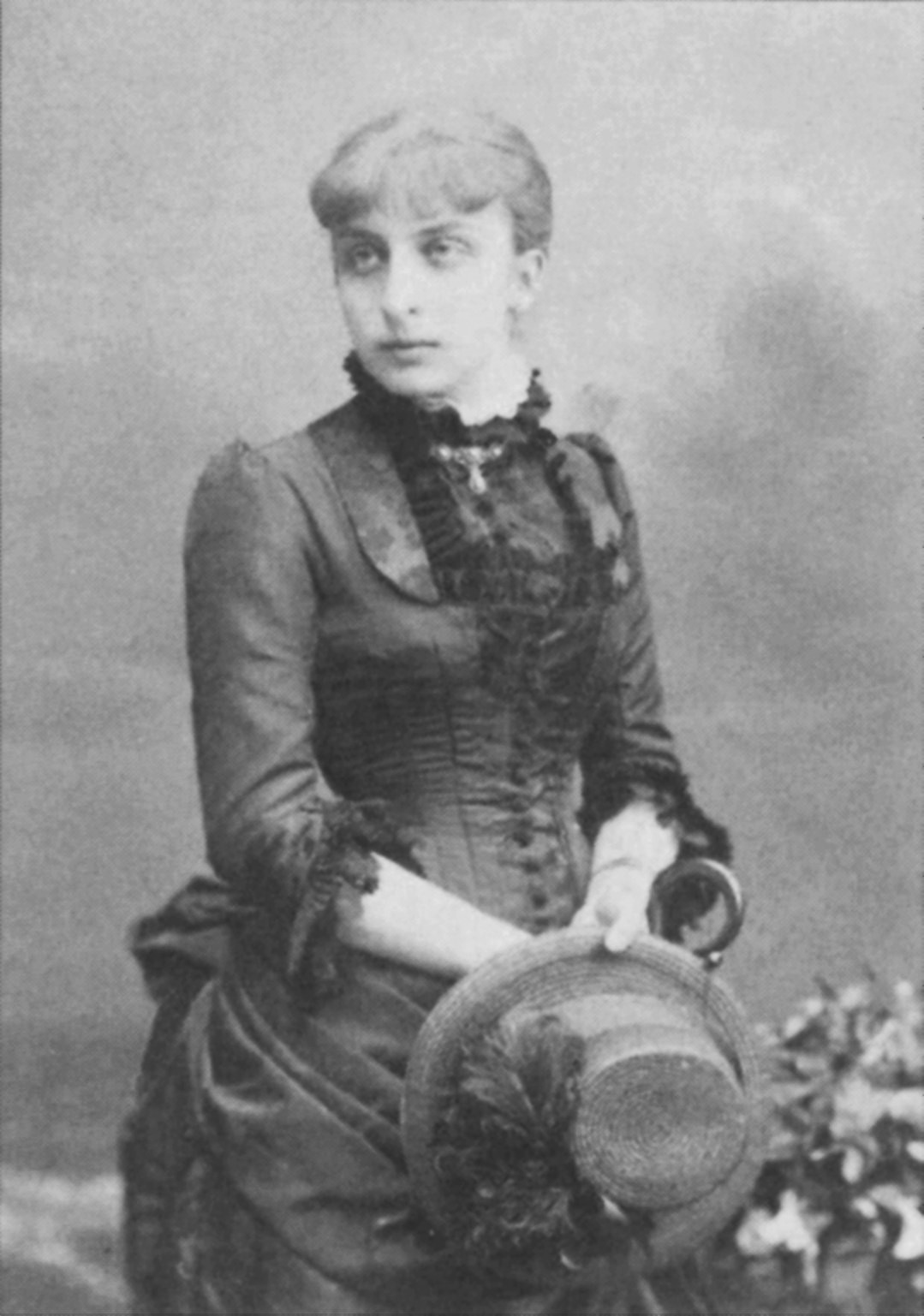
Костровицька Ядвіга Адамівна (1867-1935)

- Секція бесід і публічних лекцій — займалася організацією читань і популярних дискусій. Діяльність розпочала 29 квітня 1907 року. Керував нею Ян Офенберг, активну участь брали провінційні кола «Просвіти». У Мінську головним місцем зустрічей була найбільша у місті зала «Париж», де збиралося до 1000 осіб. Найчастіше виступали князь Ієронім Друцький-Любецький, граф Костянтин Прушинський, Олександр Яновський та ін[39]. Наприклад, у Пінську відділення займалося лише організацією лекцій з польської літератури та словесності, що, згідно з рапортом повітової поліції, «викликало зростання польської національної свідомості». Заходи, які організувала секція викладання, викликали велику зацікавленість з боку слухачів[40].
- Секція бібліотек і прокату книг — була створена після дозволу російської влади 22 грудня 1907 створити «польську» бібліотеку. Бібліотека імені Адама Міцкевича була офіційно відкрита 4 травня 1908 і перебувала в плебанії костелу Святих Симеона і Олени в Мінську[41]. Спочатку мала 700 книг, із яких більшість була подарунком графа Юзефа Тишкевича з Логойська, решта були купленими у книгарні Вацлава Маковського. 1915 року Ядвіга Костровицька передала бібліотеці багато книг з маєтку Савичі. Керівником бібліотеки здебільшого був Чеслав Грабовецький. Російська влада, хоча й дозволила відкрити цей заклад, постійно відмовляла в проханнях з боку провінційних відділень товариства на відкриття своїх бібліотек. Наприклад, 14 жовтня 1908 року вони дали таку відмову на прохання відділення товариства «Просвіта» в Пінську[42].
- Секція дитячих таборів — була створена для найбідніших дітей з міст, наприклад з Мінська. Секцією керували жінки — Ядвіга Костровицька, Станіслава Сільвестрович і Бобровська. Табори організовувалися при шляхетських маєтках, зокрема: в Савичах[be] — Войніловичів, Устроні — Прушинських[be], Начі — Чорноцьких, Ігнатичах — Єльських, Грошаві — Рейтанів. Їх метою був психічний та фізичний розвиток дітей, відпочинок на природі[43].
- Секція фінансів — займалася збором коштів на діяльність товариства і просвітницьку роботу. Серед друзів збирали внески, які однак були нездатні задовольнити потреби. Фінансування товариства завжди було проблематичним і часто «трималося на позиках і надіях». Щоб знайти додаткові джерела фінансування, організовували концерти, лекції, щорічні «панські бали». «Просвіту» підтримували також меценати. Значні гранти на її діяльність надали: ксьондз Казимир Миколай Михалкевич[be], Вільгельм Єльський, Маріан Обязерський і граф Костянтин Прушинський з Устроні. Точних відомостей про фінансування товариства немає. Хоча товариство публікувало інформацію про свій бюджет, у тому числі про витрати, однак заявлені суми часто були недійсними, тому що керівництво приховувало інформацію про кошти, які надавали члени товариства й меценати[44].

Члени товариства поділялися на почесних, діючих і звичайних. Членський внесок в касу товариства становив 6 рублів щорічно, що в сукупності було невеликою сумою. Більшість членів належала до категорії міщан і малозаможного дворянства, але активну і головну роль виконувала невелика кількість осіб. Товариство сильно залежало від позачленських внесків.

## Проект газети «Pogoń»
17 жовтня 1907  року товариство «Просвіта» презентувало проект видання в Мінську польськомовної газети під символічною назвою «Pogoń» («Погоня») — від назви «Погоня», що був гербом Великого Князівства Литовського. Планувалося, що це повинен був бути тижневик, який би насамперед публікував статті релігійно-моральної тематики, а також статті про історію, громадські та політичні події, літературного та спеціалізованого характеру. Маючи підтримку від товариства, прохання дати дозвіл на його видання направив офіційній владі поляк Влодзімеж Дваржачак — голова мінського відділу газети «Kurier Litewski», головної газети «крайовців»-консерваторів. 18 січня 1908 року російська влада дала позитивну відповідь. Ідея викликала велику зацікавленість: щодо характеру майбутньої газети проводилися обговорення й дискусії, зокрема в польськомовній пресі у Вільнюсі. Йшли суперечки, чи повинна газета «Pogoń» бути щоденною, або ж щотижневою. Однак остаточно ідею видання газети не було здійснено, оскільки не вдалося залучити 4000 передплатників, що дозволило б окупити видання газети. Зазвичай створення нових польськомовних періодичних видань та їх активізацію в Мінську ініціювали під час зборів Мінського товариства сільського господарства, коли з'їжджалися заможні власники, що могли витратити гроші.

## Умови праці наставниць
На роботу в нелегальні школи направляли як випускниць учительських семінарій товариства «Просвіта», так і не підготовлених спеціально осіб, зокрема, чоловіків. Умови праці були важкими. Вчительки і вчителі отримували невелику зарплатню, якої ледь вистачало на їжу, до того ж її не виплачували в період канікул. Особливу проблему це створювало на селі, де з урахуванням роботи в сільському господарстві шкільний рік тривав з 1 жовтня по 1 квітня, а іноді був ще коротшим. Часто головним фактором, який вирішував долю подальшої просвітницької роботи була «вдячність і прихильність дітей».

## Ставлення з боку населення
Таємні школи для дітей ініціювалися дворянами-католиками і організовувалися суспільством, в першу чергу для дітей міщан і особливо селян католицького віросповідання. Ставлення селян-католиків Мінської губернії до просвітницької діяльності товариства зазвичай було прихильним. Батьки охоче відправляли своїх дітей на навчання в таємні школи, попри те, що в разі розкриття діяльності школи поліцією, їм загрожувало покарання. На селі вважалося, що ці школи дають набагато більший обсяг знань, ніж церковно-парафіяльні або світські урядові (російськомовні), тому батьки православного віросповідання також хотіли віддати своїх дітей у таємні школи. Однак дітей православного віросповідання приймали в школи зрідка — в тактичних цілях (щоб в результаті викриття таємної школи не було особливо жорстких репресій з боку влади), бо православне священство завжди різко негативно реагувало на випадки навчання православних дітей.
Зазвичай таємні школи на селі перебували під патронажем жінок-землевласниць католицького віросповідання і місцевих ксьондзів. Траплялися випадки доносів владі на «народних учительок». Іноді їх робили навіть ксьондзи і поміщики-католики, яких традиційно асоціювали на цих землях з польськістю. Ймовірно, що ними керував страх репресій або небажання освіти нижчих соціальних верств як шкідливе для їх інтересів. Проте це були поодинокі випадки. Траплялося також, що селяни пояснювали відправку своїх дітей до школи навіть навпаки тим, що «так хотів пан».
Проти поширення польськомовної та католицької освіти протестували деякі російські організації, зокрема «чорносотенці». 28—31 серпня 1908 року в Мінську відбулося зібрання «православного братства», яке запропонувало посилити закони в справі покарання за секретне навчання. Негативні коментарі з'являлися в російській пресі.

## Ставлення з боку польських «ендеків»
Вільнюські шанувальники Польської національно-демократичної партії (так званих «ендеків»), що були головними суперниками і противниками «крайовців», негативно ставилися до ознайомлення учнів з новинками білоруськомовної літератури і навчання білоруської мови в школах Польського товариства «Просвіта» в Мінську поряд з російською та польською мовами. Анонімний автор під криптонімом «Z» в колонці новини з Мінська в головній газеті вільнюських «ендеків» у литовсько-білоруських губерніях «Dziennik Wileński», не наводячи доказів, написав, що вчительок, які висловлювали думку, що школи не повинні мати релігійний (католицький) характер або викладання в них слід вести лише білоруською мовою, звільняли з роботи.

## Ставлення з боку російської влади
Польське товариство «Просвіта» в Мінську від заснування до офіційної реєстрації 1907 року вело свою діяльність у підпіллі й нелегально. Ще від 1905 року товариство перебувало під пильним наглядом російської влади, яка переслідувала організацію, але не дуже інтенсивно. Легалізація в 1907 році діяльності товариства не означала, що його діяльність була цілком простою. Проводилися постійні й докладні перевірки, під час яких шукали порушення статуту, що дало б підставу для закриття товариства. Влада вважала, що така діяльність іде «врозріз з основними завданнями російської державної політики в краї», оскільки є перепоною на шляху до «створення національно-політичної єдності з метою асимілювання руською народністю <...> польського елементу», тому різними способами створювали труднощі в діяльності «Просвіти» та інших подібних організацій в Західному краї Російської імперії. З цієї причини православна церква негативно дивилася на існування таємних «польських шкіл. Хоча в статуті товариства було зазначено, що організація не ставить перед собою політичних цілей, російський уряд вирішив, що «силою обставин і навіть всупереч волі своїх засновників [товариство] неминуче стане на слизький шлях вузько-національної політичної діяльності». Найбільш шкідливою уряд вважав діяльність товариства на селі, адже через віддаленість від Мінська і повітових центрів та слабкий розвиток мережі урядових і церковно-парафіяльних шкіл, контролювати установи «Просвіти» було важко.
Від 1908 року в Російській імперії реакційна політика уряду, після завершення загальноросійської революції 1905-1907 років, почала неухильно поширюватися майже на всі сфери життя держави. Від 1909 року почалося посилення боротьби проти польськомовного нелегального навчання. Підстав для закриття товариства знаходили багато, оскільки «Просвіта» організовувала таємні школи без дозволу влади, мали місце випадки притягнення до судової відповідальності за таку діяльність. У вересні 1909 року в Мінську відбулася безпрецедентна ревізія всіх документів товариства, але нічого нелегального не знайшли.

## Офіційне самоскасування і перехід на нелегальну діяльність (1909)
У грудні 1909 року мінський губернатор вирішив, що діяльність товариства є «шкідливою для російської державності». Незабаром начальник поліції Мозирського повіту видав рапорт, у якому заявив, що місцеве відділення товариства «Просвіта» нелегально тримає там 5 шкіл. Школи не було виявлено, тому підставою для закриття товариства стали знайдені в мозирському відділенні документи товариства «Просвіта» польською мовою, оскільки товариство повинно було вести документацію російською мовою.
5 грудня 1909 Польське товариство «Просвіта» у Мінську офіційно самоскасувалося на загальних зборах і знову перейшло на нелегальну діяльність, яка з різними успіхами тривала аж до 1917 року. Причому головну роль у практичній діяльності відігравали жінки, багатьох із яких арештовували і притягували до судової відповідальності (5-10 діб арешту або 5-10 рублів штрафу). Раніше були скасовані і перейшли на нелегальну роботу подібні організації в Києві та Вільнюсі.

## Робота на нелегальній основі (1909-1917)

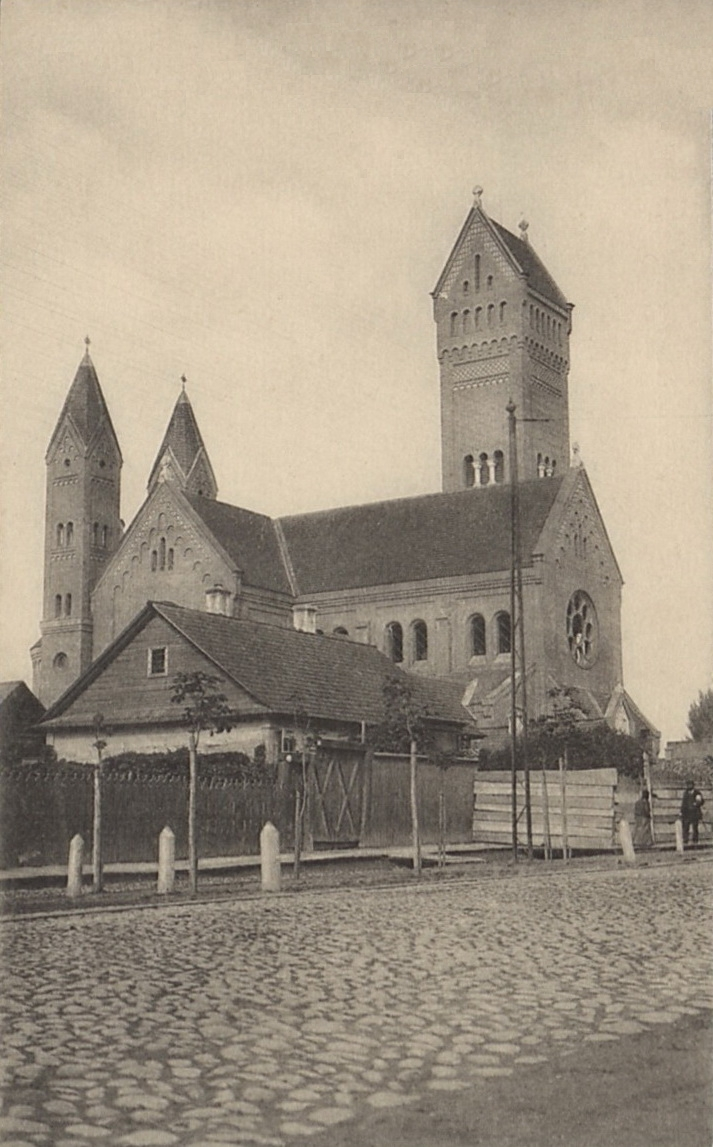
Костел святих Симеона та Олени в Мінську. На передньому плані дерев'яний будинок-плебанія, який від 4 травня 1908 року містив бібліотеку імені Адама Міцкевича, Польського товариства «Просвіта» в Мінську. Світлина до 1917 року.

Щоб зменшити ймовірність розкриття таємних шкіл, 1911 року керівництво «Просвіти» постановило, щоб вони налічували не більш як 4 дитини кожна. Це значно обмежило кількість учнів, однак водночас сильніше втягнуло в польськомовну просвіту містян Мінська. Наприклад, в жовтні 1911 року поліція отримала доноси про те, що Мечислав Паровський разом з ксьондзом Казимиром Букрабом організовують центри нелегальної польськомовної освіти в Мінську. Товариство щороку організовувало нелегальні збори своїх вчительок, на яких ті читали реферати, влаштовували дискусії, обмінювалися досвідом і т.ін. Вчительки мали свої каси взаємодопомоги на випадок хвороби або непрацездатності. Після переходу товариства на нелегальний, конспіративний характер діяльності, зростала кількість таємних шкіл, але сукупна чисельність учнів у них зменшувалася.
Нелегальні школи працювали безкоштовно, хоча прагнули ввести принцип виплати по 20 копійок з учня щомісяця, однак головне фінансування йшло від щорічних внесків з боку членів товариства. На користь шкіл також надходили доходи від організації концертів і «панських балів».
З початком Першої світової війни переслідування таємних шкіл трішки зменшилося, оскільки влада займалася військовими проблемами, проте одночасно спадала зацікавленість людей брати участь у нелегальній польськомовній освіті й зменшувалися пожертвування через труднощі воєнного часу. Одночасно в Мінськ і Мінську губернію прибували на заслання і багато біженців з польських губерній (до 100 тисяч осіб), зайнятих німецькими військами. Були створені Центральний громадянський комітет і Польське товариство допомоги жертвам війни, які організували для цих польських біженців окрему мережу шкіл, до яких переходили деякі вчительки з «Просвіти», бо там оплата праці була вищою. Фінансування цих шкіл надходило від польських емігрантських організацій, самооподаткування і пожертвувань польських біженців.

## Спадкоємиця товариства
Безпосередньою спадкоємицею Польського товариства «Просвіта» в Мінську стала Польська шкільна матка Мінської землі, яку урочисто заснували в день річниці Конституції 3 травня 1791 року впливові члени МТСГ 20 квітня (3 травня) 1917 року в Мінську під час організаційного зібрання в залі Мінського товариства сільського господарства. На посаду голови «матки» обрали Мечислава Паровського, а від 15 лютого 1918 його місце посів Костянтин Рдултовський (1880-1953), впливовий член МТСГ.
Після невдачі з реалізацією ідеї «крайовців» про єдність всіх литовсько-білоруських губерній і повалення російського самодержавства в лютому 1917, лідери МТСГ, які керували Польською маткою Мінської землі — спадкоємицею Польського товариства «Просвіта», взяли орієнтир на політичну суб'єктність Білорусі, проявили себе патріотами Білорусі і висловлювалися проти входження Білорусі до складу Польщі, припускаючи лише державний союз із нею. У Мінську, який підпорядковувався тоді владі Тимчасового уряду Росії на чолі з князем Георгієм Львовим, Мечислав Паровський 2 квітня 1917 року виступив у міській думі з вимогою запровадження навчання білоруською мовою, якої офіційно не було в Російській Імперії, і висловився, що білоруси мають право відродити свою писемність, якою широко користувалися ще в XVI ст. Крім того, Польська матка Мінської землі планувала усунути або підпорядкувати собі мережу тимчасових польських шкіл, що були створені в Мінській губернії організаціями біженців з польських губерній. А серед тих польських біженців визначальний вплив мали польські «ендеки», які висловлювалися проти політичної суб'єктності Білорусі і за входження Білорусі (або її частини) до складу польської держави у статусі звичайних польських земель з подальшою полонізацією місцевих жителів.
Різниця поглядів на долю і статус білоруських земель призвела до конфлікту сторін (лідерів МТСГ і лідерів польських біженців) у складі Польської ради Мінської землі, який завершився в кінцевому підсумку перемогою лідерів МТСГ у тій організації, насадженням у рядах польської ради» ідеї політичної суб'єктності Білорусі і заняттям наприкінці 1917 — початку 1918 членом МТСГ Едмундом Івашкевичем посади керівника освітнього відділу Польського ради Мінської землі, який завідував мережею шкіл для польських біженців, хоча дві мережі польськомовних шкіл в Мінській губернії не були об'єднані організаційно. Пізніше, у 1927 році, лідер МТСГ Едвард Войнілович висловлювався, що полонізованість корінного католицького дворянства білоруських земель мала поверховий характер (білоруську мову вони не забували), а також, що після «відторгнення» Білорусі від Росії і створення білоруської держави можлива відмова від тодішньої поверхневої полонізованості місцевої шляхти та інтелігенції і повернення до постійного використання білоруської мови.

## Оцінка діяльності
Багато в чому таємний, конспіративний, характер діяльності Польського товариства «Просвіта» в Мінську, який призвів до відсутності повної інформації про масштаб діяльності організації, фінансування та кількість учнів, етнічний і конфесійний склад, не дає можливості повністю і об'єктивно оцінити результати діяльності товариства, а також навести статистичні показники (наприклад, динаміку ліквідації неписьменності, якість викладання і т.ін.).
Польський історик Даріуш Тарасюк, намагаючись визначити кількість представників польського етносу в Білорусі в той період, вважає, що головним критерієм польськості є віросповідання, зокрема — приналежність особи до католицизму, що, на думку історика, в більшості випадків впливала на зацікавленість особи до польськомовної освіти і пов'язувалася з польськістю. Тарасюк характеризує діяльність «Просвіти» як організації, де діяли поляки для цілей польської освіти, польської культури й польського патріотизму, а термін «литовці» у своїх дослідженнях застосовує тільки щодо балтомовних селян Ковенської і Віленської губерній. На його думку, результат діяльності таємної польської просвіти був меншим, ніж очікували організатори.
Білоруський історик Олександр Смолянчук зазначає, що для корінної католицької шляхти Литви і Білорусі в той період ще було характерним визначати себе і як «литовці» («литвини»), і як «поляки». Він відкидає думку, що католицьке віросповідання було критерієм приналежності до польського етносу, бо в церкві традиційно панувала польська мова богослужінь, що логічно і викликало цікавість вірян до польської мови. Смолянчук стверджує, що слово «поляк» не мало етнічного змісту, а було політонімом (пов'язувалося з ідеєю відродження федеративної Речі Посполитої). На його думку, тільки після розпаду Російської імперії в ході Лютневої революції (1917) та громадянської війни в Росії «поляки» литовсько-білоруських губерній, коли Західна Білорусь увійшла до складу Другої Речі Посполитої за підсумками Ризького мирного договору, почали втягуватися в процес формування сучасної польської нації, а слово «поляк» стало набувати у Литві та Білорусі етнічного змісту. Смолянчук так стверджує про національну свідомість так званих «поляків» («польської громадськості») Литви і Білорусі в часи Російської імперії: «Очевидно, що національна самосвідомість цих кіл крайової громадськості трималася не на культурній і мовній ідентифікації, а на усвідомленні свого походження і свого зв'язку з минулим і сьогоденням історичної Литви». Смоленчук характеризує дії товариства «Просвіта» як «польськомовну освіту», а також як ще один епізод конфлікту між «західною» і «православною цивілізацією» в боротьбі за культурне домінування в Білорусі.

## Голови товариства
- 1905 — 12 березня 1907 — (нелегально) Мечислав Паровський (1878-1965) і Михалина Ленська (1882-1940)
- 12 березня 1907 — жовтень 1907 — ксьондз Казимир Миколай Михалкевич[75]
- жовтень 1907 — 1908 — князь Ієронім Едвінович Друцький-Любецький (1861-1919)[75]
- 1908 — 5 грудня 1909 — вакансія. Виконував обов'язки Мечислав Паровський (1878-1965)[75]
- 5 грудня 1909 — 20 квітня (3 травня) 1917 — (нелегально) Мечислав Паровський (1878-1965)[76]